# Gare de Jelgava
La gare de Jelgava  (en letton : Jelgava (stacija)) est une gare ferroviaire au cœur d'un important nœud ferroviaire, composé de cinq lignes : de Riga à Jelgava (lv), de Jelgava à Liepāja (lv), de Jelgava à Meitene (lv), de Tukums II à Jelgava (lv) et  de Jelgava à Krustpils (lv). Elle est située dans la ville de Jelgava en Lettonie.

## Situation ferroviaire

Réseau de trains en 2016.

## Histoire
La gare est de Jelgava est mise en service en 1868.

Images anciennes
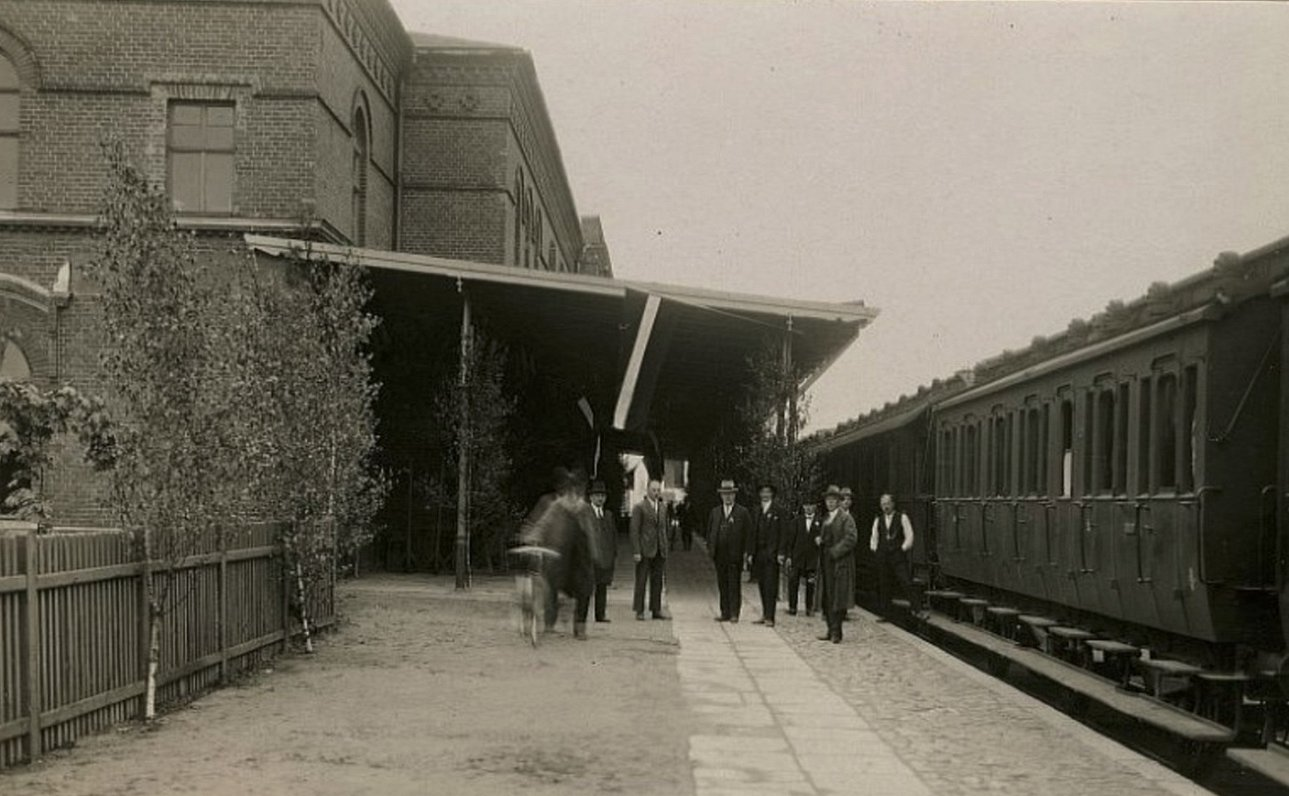
Desserte en 1920.
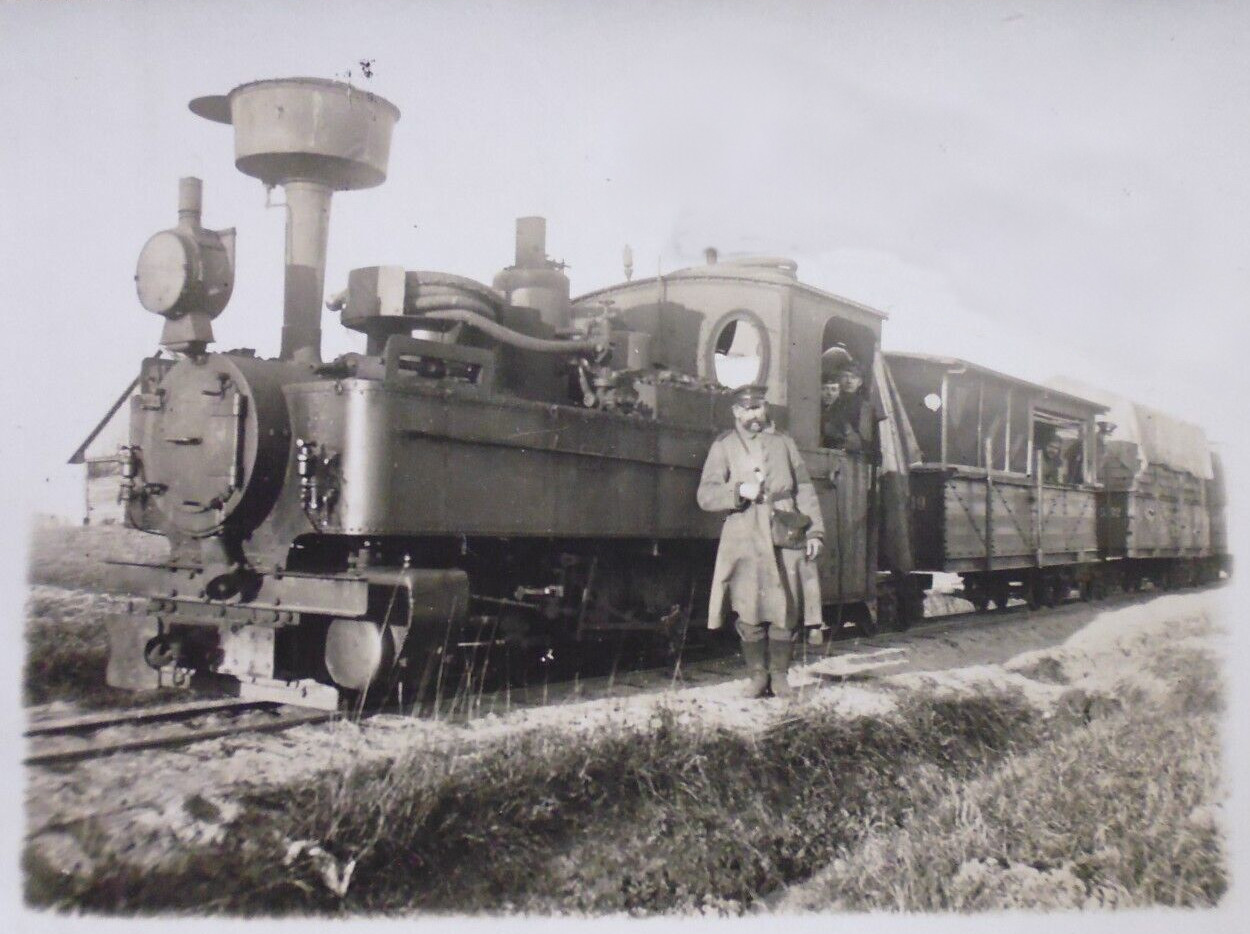
Train 1914-1918.
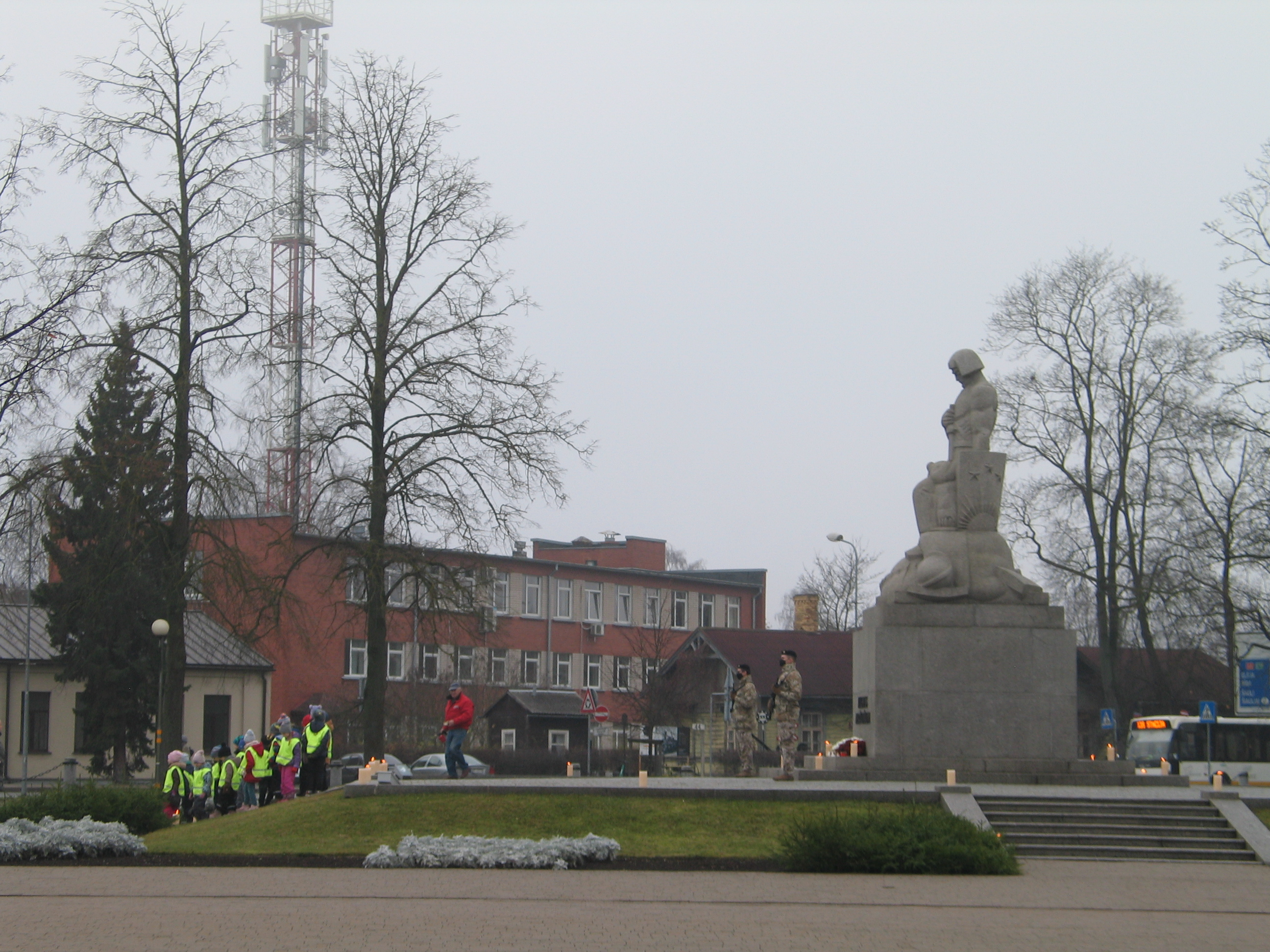
Monument de 1932 aux libérateurs.

## Service des voyageurs

### Desserte

Installations et desserte
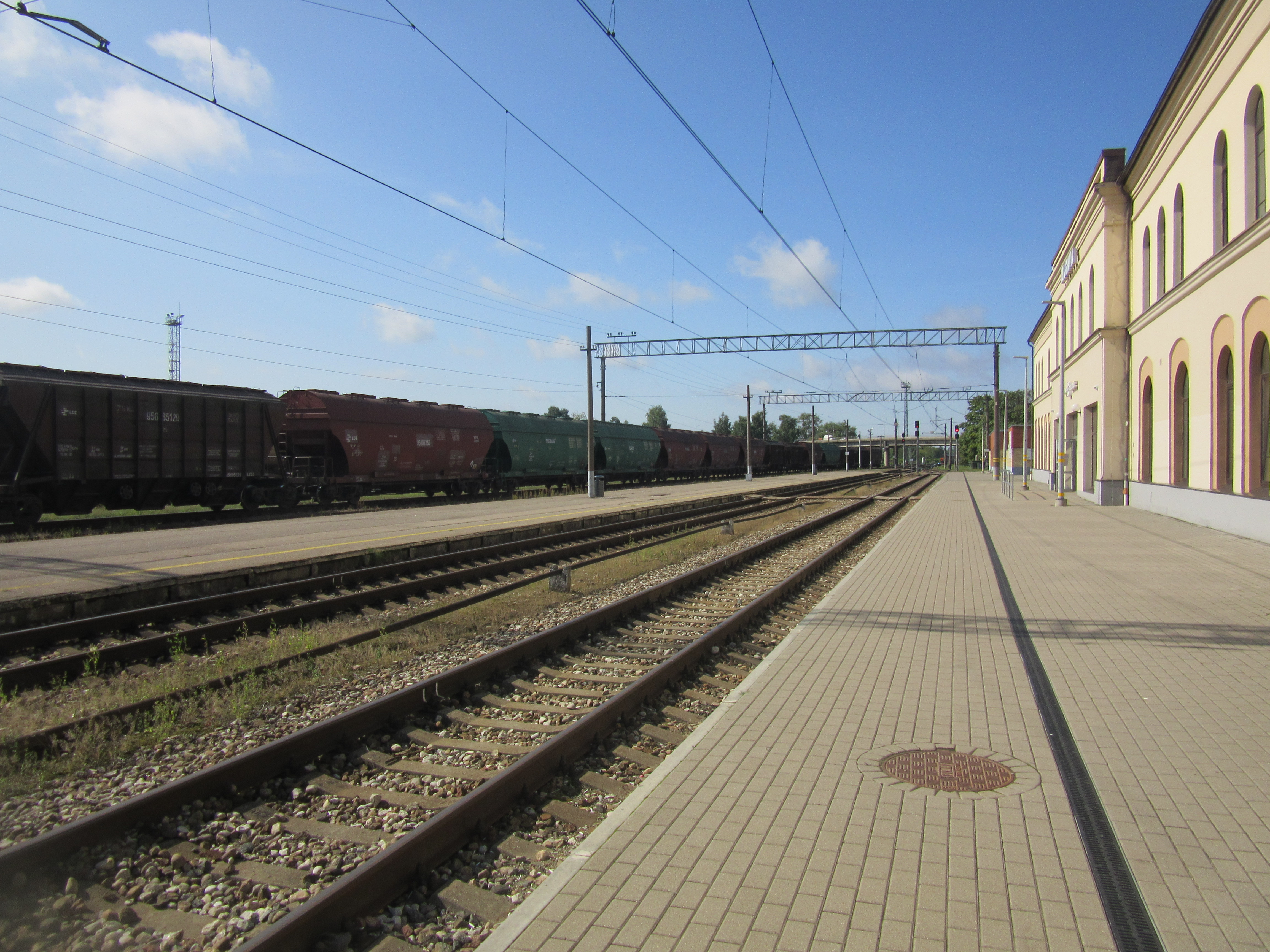
En 2021.
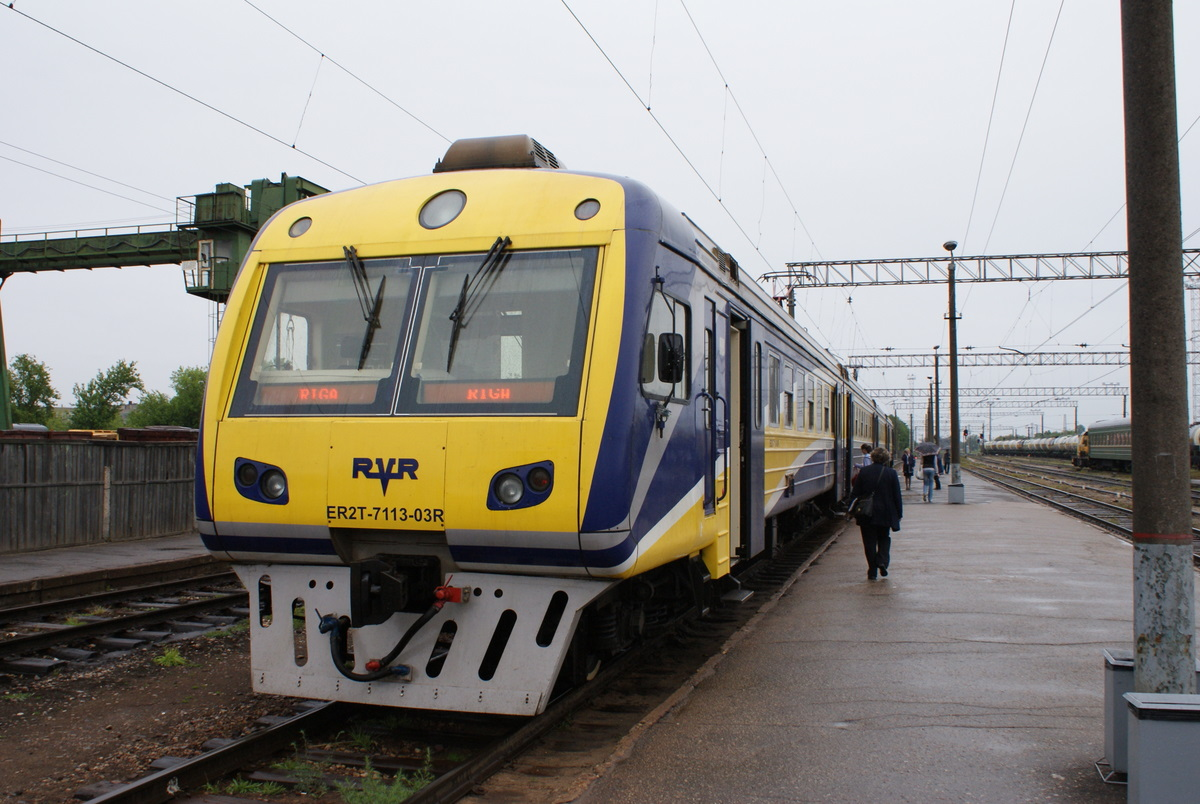
En 2009.
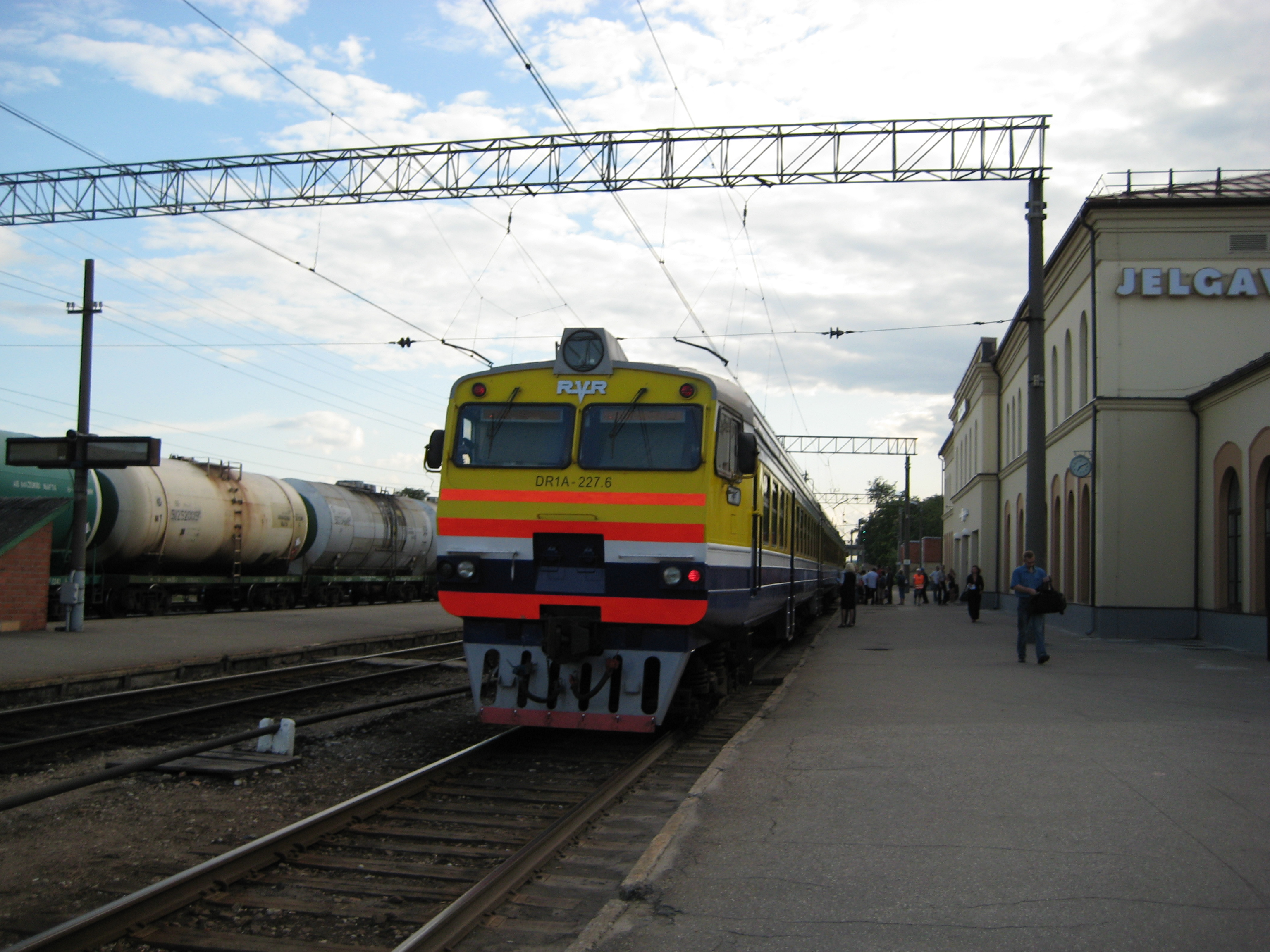
En 2010.

## Service des marchandises
Jelgava est une importante gare marchandises.